# علي كلانتري
علي كلانتري (بالفارسية: علی کلانتری) هو مدرب كرة قدم ولاعب كرة قدم إيراني في مركز الوسط، ولد في 21 مارس 1968 في شيراز في إيران. لعب مع نادي برق شيراز ونادي عقاب ونادي فجر شهيد سباسي.